# Yechiel Michel Pines
Yechiel Michel Pines (/piːnɪs/ PEE-nis) (em hebraico:  יְחִיאֵל מִיכְל פִּינֶס; Ruzhinoy, Império Russo, 18 de setembro de 1824 - 15 de março de 1913) foi um rabino, escritor e sionista religioso nascido na Rússia e líder comunitário do Antigo Yishuv e um dos principais responsáveis pela adoção do hebraico entre os judeus na Terra de Israel.
Yechiel Michel Pines nasceu em uma família rica e educada de Ruzhinoy, perto de Grodno. Filho de Noah Pines e genro de Shemariah Luria, rabino de Mogilev, recebeu educação judaica religiosa e secular. Foi o discípulo mais destacado do rabino Mordechai Gimpel Jaffe (um dos primeiros líderes do Ḥovevei Zion) e posteriormente foi discípulo do irmão de Ludwik Zamenhof (iniciador do Esperanto).
Mais tarde, tornou-se comerciante, ao mesmo tempo em que dava palestras na yeshivá de sua cidade natal. Foi eleito delegado a uma conferência realizada em Londres pela associação Mazkereth Moshe, para o estabelecimento de instituições de caridade na Palestina em homenagem a Sir Moses Montefiore. Em setembro de 1878, estabeleceu-se em Jerusalém, na casa de seu parente Yosef Rivlin, para criar e organizar tais instituições. Em 1879, ele criou um novo currículo escolar que tinha como núcleo a conversação em hebraico, entre outras novidades para a época, que foram fortemente combatidas por comunidades ortodoxas locais. Participou do movimento Ḥovevei Zion e comprou o terreno onde os pioneiros Bilu'im, liderados por Israel Belkind, fundariam a cidade de Gedera.
No fim de sua vida, Pines foi instrutor do Talmude no Seminário de Professores Hebraicos em Jerusalém.

## Legado
Há uma rua com o nome de Pines perto da Praça Davidka em Jerusalém, bem como ruas em Rehovot, Ra'anana e Petah Tikva. O moshav religioso israelense Kfar Pines leva o seu nome.